# Paul von Roell
Paul Freiherr von Roell (ur. 2 lutego 1850 w Berlinie, zm. 2 września 1917) – niemiecki pisarz, poeta i wydawca.

## Życiorys
Był oficerem i walczył w wojnie francusko-pruskiej. Został ciężko ranny podczas walk w okolicach francuskiego Vionville. Od 1875 był redaktorem Deutsche Börsen- und Handelszeitung. W 1880 był założycielem Das Deutsche Adelsblatt. Pismo to redagował do 1883, kiedy to podjął karierę urzędnika państwowego. Od 1887 był komisarzem granicznym w Ejtkunach. W 1890 został radcą policyjnym. Od 1894 pełnił funkcję starosty pleszewskiego. W 1901 rozpoczął w Berlinie wydawanie czasopisma Neue politische Korrespondenz.

## Dzieła
Wybrane utwory:
- Schwert und Rose, 1886, wiersze,
- Hohenzollern-Sang, 1896,
- Ich liebe Dich!, 1896, wiersze,
- Es ist ein Unterschied, 1899[2], dramat.